# 朱寵 (嘉靖進士)
朱寵（1513年—？），字德承，湖廣武昌衛後千戶所官籍，山東兗州府寧陽縣人，明朝政治人物。

## 生平
嘉靖十九年（1540年）庚子科湖廣鄉試第五十四名舉人。嘉靖二十三年（1544年）中式甲辰科會試第二百三十五名，登第三甲第一百九十一名進士。任广东海阳县知县。三十一年正月选授陕西道試御史，丁父忧归，卒于家。

## 家族
曾祖朱瑛，千戶；祖父朱璽，千戶；父朱金，千戶。母張氏（封宜人）。具庆下兄朱官，千户；朱寅。